# Boloria chariclea
Boloria chariclea là một loài bướm ngày thuộc họ Nymphalidae. Nó được tìm thấy ở phần phía bắc của the Palearctic ecozone và the Nearctic ecozone.

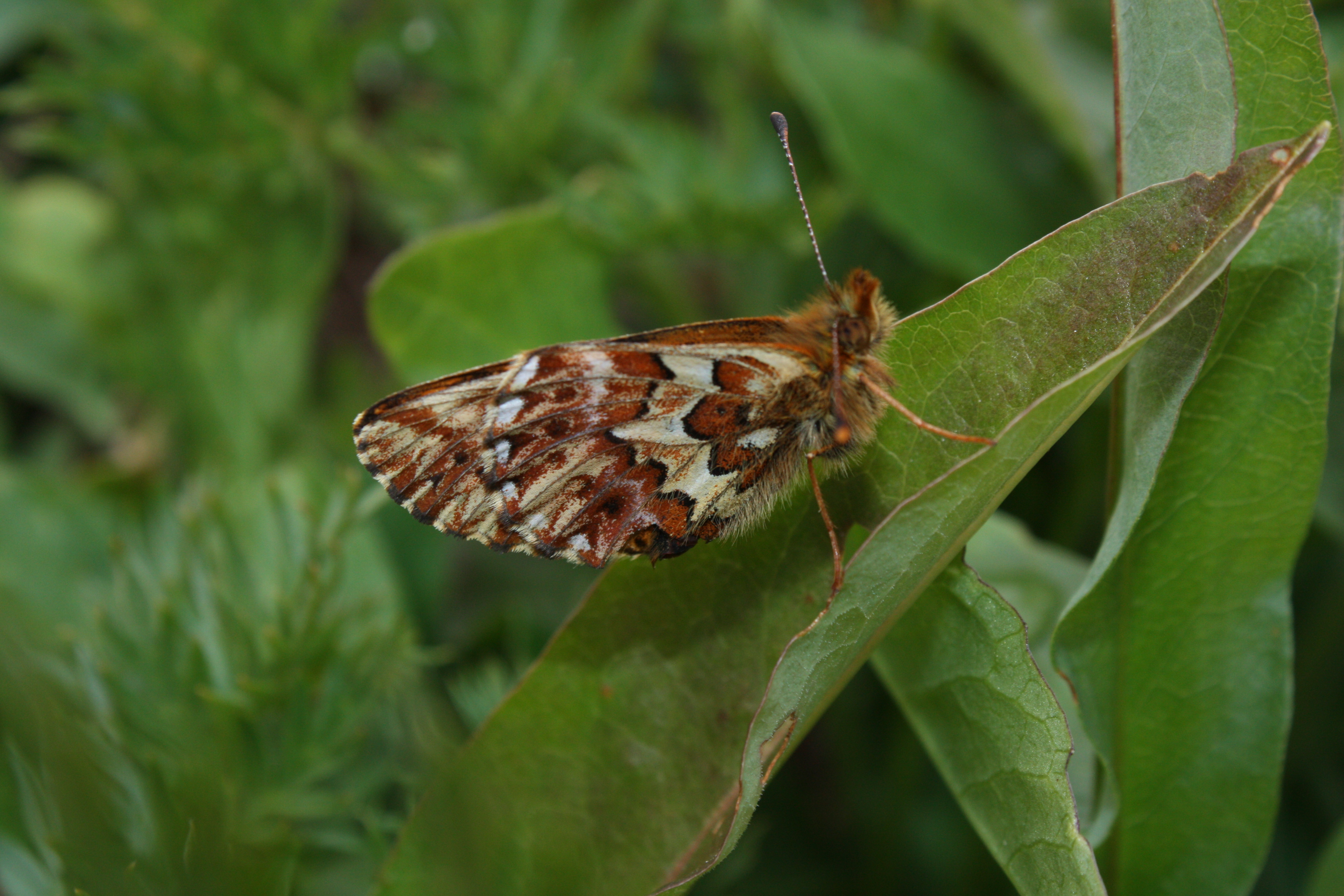
Boloria chariclea montinus wing underside

Chiều dài cánh trước là 16–18 mm. Chúng bay từ tháng 7 đến tháng 8 tùy theo địa điểm.
Ấu trùng có thể ăn các loài Viola và liễu in North America.